# Colletes wolfi
Colletes wolfi är en biart som beskrevs av Kuhlmann 1999. Colletes wolfi ingår i släktet sidenbin, och familjen korttungebin. Inga underarter finns listade i Catalogue of Life.